# Bajza József (költő)

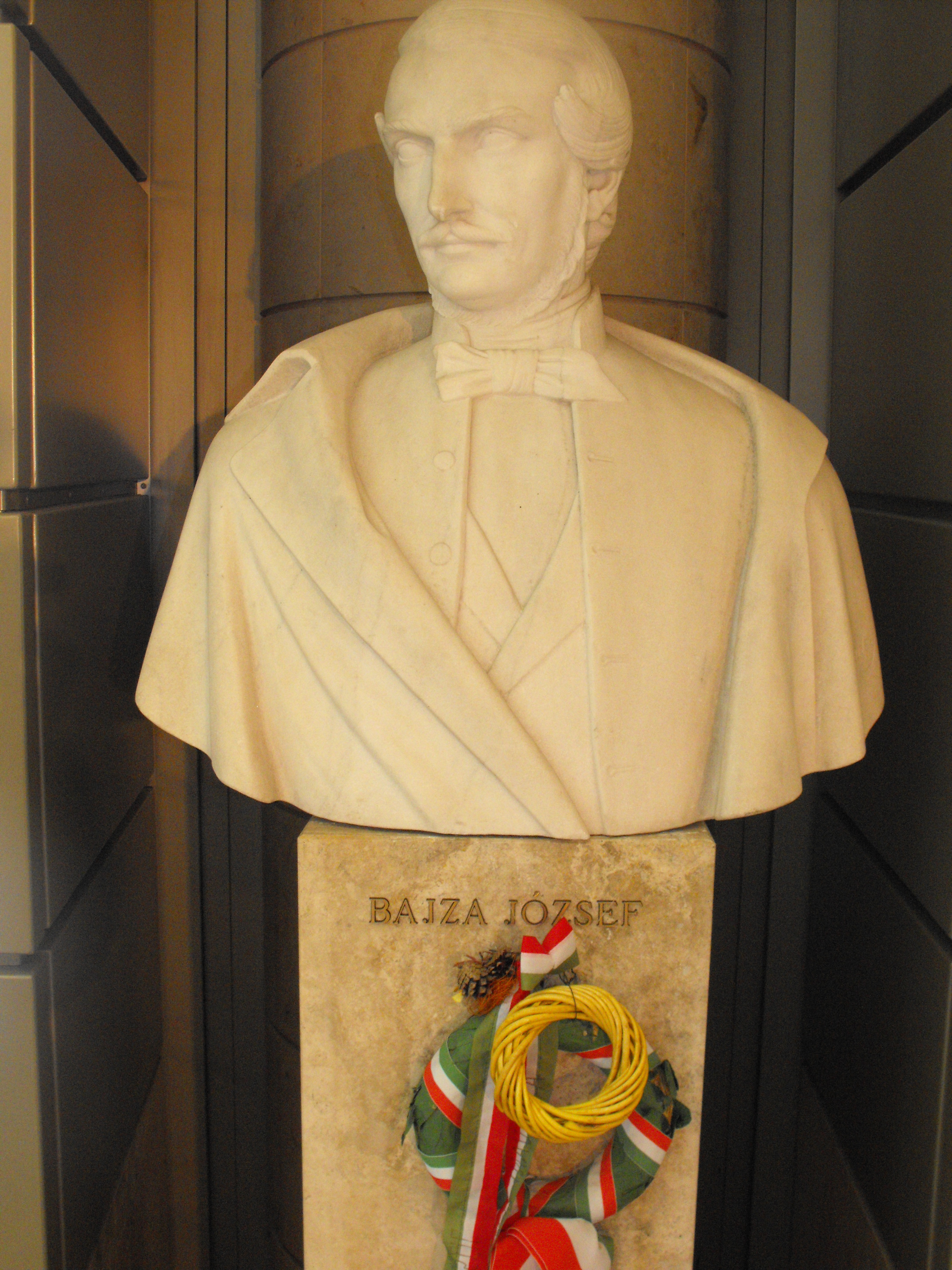
Bajza József szobra Budapesten, a Nemzeti Színház aulájában

Bajza József (Szűcsi, 1804. január 31. – Pest, 1858. március 3.) költő, színigazgató, kritikus, a Magyar Tudományos Akadémia és a Kisfaludy Társaság tagja.

## Élete, munkássága
Bajza művelt kisnemesi családban született, 1804-ben. Atyja nemes Bajza Mihály, anyja Bornemissza Zsófia volt. Nagyapja Bajza Pál, az árvai uradalom tiszttartója, 1792. július 26.-án szerzett nemességet Ferenc királytól, nagyanyja, Gerhard Anna volt. Tanulmányait Gyöngyösön kezdte a ferencrendiek gimnáziumában. A legfelső gimnáziumi osztályt 1817/1818-ban Pesten, a piaristáknál végezte. 1818 és 1822 között a pesti egyetemen hallgatott bölcsészetet, majd 1822/1823-ban jogot, ám már az egyetemen jobban izgatta az esztétika, filozófia, irodalom, mint a törvénykönyvek. 1824-ben végzett Pozsonyban. 1828-ban tett ügyvédi esküt. Felesége csajághi Csajághy Júlia (1818-1885) úrnő volt.

### Bajza, a költő
Az egyetemi évek alatt kötött életre szóló barátságot Toldy Ferenccel, aki felfedezte benne a tehetséges költőt, s beajánlotta Kisfaludy Károlyhoz, aki a magyar romantikát később megteremtő tehetséges fiatalokat gyűjtötte maga köré. Kisfaludy Károly 1830-ben bekövetkezett halálakor átvette az Aurora folyóirat szerkesztését. 1831-ben elindította a Kritikai Lapok című folyóiratot, majd 1837-ben Vörösmarty Mihállyal és Toldy Ferenccel közösen az Athenaeumot, ahol már rendszeresen jelentkezik kritikáival. Társlapja a Figyelmező volt. 1847-től jelentkezett az Ellenőr könyvvel. Bajza költőnek indult, maradandót mégis kritikáival és tanulmányaival alkotott.

### Bajza a kritikus, színigazgató

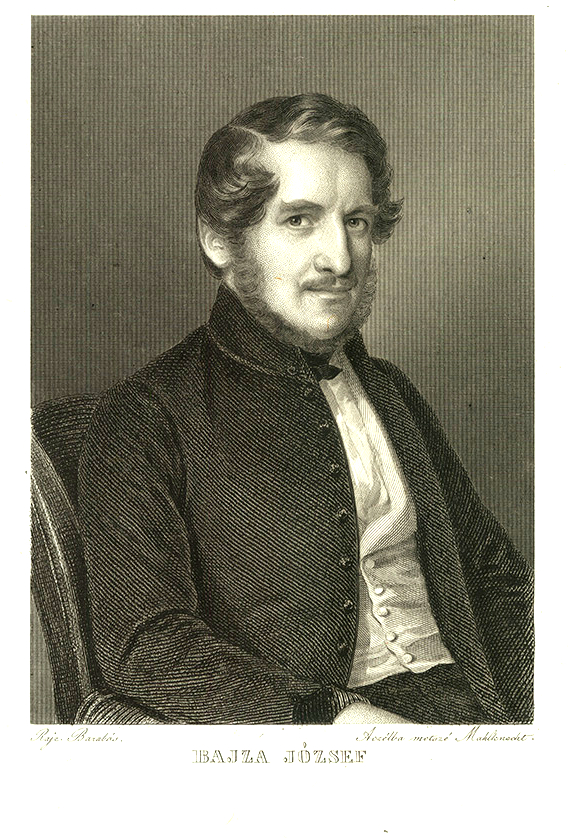
Bajza József, Barabás Miklós litográfiája 1830-ból

1823-tól egy évet töltött Pozsonyban, 1829-től pedig a Pesti Német Színházban ismerkedett a teátrumok világával, gyűjtötte színházi élményeit. Első programját, a színpadi romantika tárgyában, a Dramaturgiai és logikai leckék, magyar színházbírálók számára című tanulmányában tette közzé, 1836-ban. 1837–1838-ban a Pesti Magyar Színház igazgatójaként – mely a városban az első, az országban a negyedik magyar játéknyelvű színházként nyílt meg – kidolgozta a színház működési szabályzatát.
Az újonnan megnyílt színház műsorarányainak kérdéséről 1837-ben vita robbant ki, aminek következtében 1838-ban lemondott igazgatói pozíciójáról. Bajza az Athenaeum folyóirat köré csoportosult liberálisokkal és a drámai színészekkel egyetemben attól tartott, hogy az Erkel Ferenc által erősen támogatott operadarabok túlsúlya a magyar dráma ügyére káros hatással lesz. Fontos megemlíteni, hogy Bajza és köre nem az operák ellen szállt harcba, hanem a magyar nyelv ügyét támogatták azáltal, hogy a magyar nyelvű drámákat szerették volna látni a színház repertoárjában, a zenés-táncos szórakoztató színdarabok helyett. Ennek a vitának lett a következménye az Athenaeum-per, mely során ellenfeleik (a Pesti Magyar Színház választmánya) megpróbálták negatív színben feltüntetni a folyóiratot, és annak szerkesztő triászát.
A kor másik nagy vitája, a német és a francia romantika képviselői közt zajlott; Bajza felismerve a francia romantika demokratikus szellemét, Victor Hugo népszerűsítésével küzdött a magyar romantika megteremtéséért. Bajza irodalmi- és színikritikáival, vitáival sokat tett a modern irodalmi élet viszonyainak tisztázásáért, illetve kritikáival a kemény, polemikus hangú bírálat megteremtőjévé vált. Mindemellett aktív színházi ember is, 1847–48-ban a Nemzeti Színház aligazgatója, korábban a teátrum drámabíráló bizottságának a tagja volt.

### Bajza, a politikus
Bajza ugyanakkor politikus alkat is volt, Kossuth híve. Az 1840-es évek közepén visszavonult az irodalmi és színházi kérdések vitatásától, minden idejét a politikai publicisztikának szentelte. 1848-hoz közeledve Bajza egyre cselekvőbbé vált, főszerkesztője lett a Kossuth Hírlapja című forradalmi napilapnak. Hivatalt ugyan nem vállalt a szabadságharc idején, tollával azonban harcolt. A bukás után menekülnie, bujkálnia kellett, közvetlen életveszélyben volt Vörösmartyval együtt. 1851-ben Haynau bukását követően szabadon visszatérhetett ugyan Pestre, ám az évekig tartó üldöztetés megterhelte: elborult az elméje, s bár néha ugyan kitisztult, mégis 1858-ban bekövetkező haláláig jórészt már szellemi sötétségben élt.
Néha találni az utczán egy férfit csendes, halk léptekkel ballagva, szemöldei mozdulatlan homloka elejére összevonva, szép, kifejezésteljes szemei merően maga elé szegezve; rendesen egy szép, halavány, szelid arczu ifju vezeti. Ez Bajza és gyermeke. Emeljetek kalapot előtte és haladjatok el mellette csendesen. Ő nem ismer senkit; nem ismeri önmagát sem.

## Művei
- Az epigramma teoriája, 1828
- A románköltésről, 1833

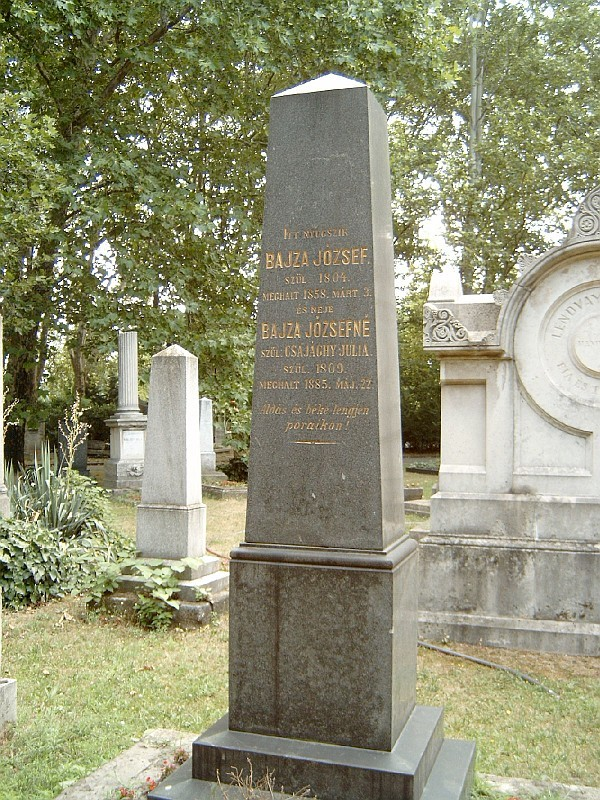
Bajza Józsefnek és feleségének sírja Budapesten. Kerepesi temető: 34/1-1-21. Kivitelező: Gerenday-cég

- Dramaturgiai és logikai leckék, magyar színházbírálók számára 1836
- Szózat a Pesti Magyar Színház ügyében 1839
- Összegyűjtött munkái (I–VI) 1861–1863

## Emlékezete
- Szűcsiben, a Bajza Emlék-házban állandó kiállítás tekinthető meg életéről, munkásságáról
- Budapesten, a Nemzeti Színház aulájában áll mellszobra.
- Magyarországon több település is utcát, közteret nevezett el róla, így tett Békéscsaba, Budapest, Cibakháza, Gyula, Hódmezővásárhely, Jászszentlászló, Kiskunfélegyháza, Kiskunhalas, Makó, Nagykanizsa, Szeged, Tiszakécske, Tótkomlós, Vésztő, Debrecen és Dombóvár vezetése is.
- Hatvanban egy gimnázium is a nevét őrzi (Bajza József Gimnázium).

## A Vörösmarty–Széll–Bajza családok kapcsolata
|                             |                             |                             |                             |                             |                             |  |  |                               |                               |                               |                               |                               |                               |                               |                               |                               |                               |                              |                              |                              |                              |                            |                            |                            |                            | Csajághy János (1780–1846) | Csajághy János (1780–1846) | Csajághy János (1780–1846) | Csajághy János (1780–1846) | Csajághy János (1780–1846)    | Csajághy János (1780–1846)    |                                 |                                 | Takó Zsuzsanna (1788–1859)      | Takó Zsuzsanna (1788–1859)      | Takó Zsuzsanna (1788–1859)      | Takó Zsuzsanna (1788–1859)      | Takó Zsuzsanna (1788–1859)         | Takó Zsuzsanna (1788–1859)         |                                    |                                    |                                    |                                    |                             |                             |                             |                             |                             |                             |                             |                             |                          |                          |                          |                          |                        |                        |                        |                        |  |  |                   |                   |                   |                   |                   |                   |  |  |  |  |
|                             |                             |                             |                             |                             |                             |  |  |                               |                               |                               |                               |                               |                               |                               |                               |                               |                               |                              |                              |                              |                              |                            |                            |                            |                            | Csajághy János (1780–1846) | Csajághy János (1780–1846) | Csajághy János (1780–1846) | Csajághy János (1780–1846) | Csajághy János (1780–1846)    | Csajághy János (1780–1846)    |                                 |                                 | Takó Zsuzsanna (1788–1859)      | Takó Zsuzsanna (1788–1859)      | Takó Zsuzsanna (1788–1859)      | Takó Zsuzsanna (1788–1859)      | Takó Zsuzsanna (1788–1859)         | Takó Zsuzsanna (1788–1859)         |                                    |                                    |                                    |                                    |                             |                             |                             |                             |                             |                             |                             |                             |                          |                          |                          |                          |                        |                        |                        |                        |  |  |                   |                   |                   |                   |                   |                   |  |  |  |  |
|                             |                             |                             |                             |                             |                             |  |  |                               |                               |                               |                               |                               |                               |                               |                               |                               |                               |                              |                              |                              |                              |                            |                            |                            |                            |                            |                            |                            |                            |                               |                               |                                 |                                 |                                 |                                 |                                 |                                 |                                    |                                    |                                    |                                    |                                    |                                    |                             |                             |                             |                             |                             |                             |                             |                             |                          |                          |                          |                          |                        |                        |                        |                        |  |  |                   |                   |                   |                   |                   |                   |  |  |  |  |
|                             |                             |                             |                             |                             |                             |  |  |                               |                               |                               |                               |                               |                               |                               |                               |                               |                               |                              |                              |                              |                              |                            |                            |                            |                            |                            |                            |                            |                            |                               |                               |                                 |                                 |                                 |                                 |                                 |                                 |                                    |                                    |                                    |                                    |                                    |                                    |                             |                             |                             |                             |                             |                             |                             |                             |                          |                          |                          |                          |                        |                        |                        |                        |  |  |                   |                   |                   |                   |                   |                   |  |  |  |  |
|                             |                             |                             |                             |                             |                             |  |  |                               |                               |                               |                               | Vörösmarty Mihály (1800–1855) | Vörösmarty Mihály (1800–1855) | Vörösmarty Mihály (1800–1855) | Vörösmarty Mihály (1800–1855) | Vörösmarty Mihály (1800–1855) | Vörösmarty Mihály (1800–1855) |                              |                              | Csajághy Laura (1825–1882)   | Csajághy Laura (1825–1882)   | Csajághy Laura (1825–1882) | Csajághy Laura (1825–1882) | Csajághy Laura (1825–1882) | Csajághy Laura (1825–1882) |                            |                            |                            |                            |                               |                               |                                 |                                 |                                 |                                 |                                 |                                 |                                    |                                    |                                    |                                    | Csajághy Júlia (1817–1887)         | Csajághy Júlia (1817–1887)         | Csajághy Júlia (1817–1887)  | Csajághy Júlia (1817–1887)  | Csajághy Júlia (1817–1887)  | Csajághy Júlia (1817–1887)  |                             |                             | Bajza József (1804–1858)    | Bajza József (1804–1858)    | Bajza József (1804–1858) | Bajza József (1804–1858) | Bajza József (1804–1858) | Bajza József (1804–1858) |                        |                        |                        |                        |  |  |                   |                   |                   |                   |                   |                   |  |  |  |  |
|                             |                             |                             |                             |                             |                             |  |  |                               |                               |                               |                               | Vörösmarty Mihály (1800–1855) | Vörösmarty Mihály (1800–1855) | Vörösmarty Mihály (1800–1855) | Vörösmarty Mihály (1800–1855) | Vörösmarty Mihály (1800–1855) | Vörösmarty Mihály (1800–1855) |                              |                              | Csajághy Laura (1825–1882)   | Csajághy Laura (1825–1882)   | Csajághy Laura (1825–1882) | Csajághy Laura (1825–1882) | Csajághy Laura (1825–1882) | Csajághy Laura (1825–1882) |                            |                            |                            |                            |                               |                               |                                 |                                 |                                 |                                 |                                 |                                 |                                    |                                    |                                    |                                    | Csajághy Júlia (1817–1887)         | Csajághy Júlia (1817–1887)         | Csajághy Júlia (1817–1887)  | Csajághy Júlia (1817–1887)  | Csajághy Júlia (1817–1887)  | Csajághy Júlia (1817–1887)  |                             |                             | Bajza József (1804–1858)    | Bajza József (1804–1858)    | Bajza József (1804–1858) | Bajza József (1804–1858) | Bajza József (1804–1858) | Bajza József (1804–1858) |                        |                        |                        |                        |  |  |                   |                   |                   |                   |                   |                   |  |  |  |  |
|                             |                             |                             |                             |                             |                             |  |  |                               |                               |                               |                               |                               |                               |                               |                               |                               |                               |                              |                              |                              |                              |                            |                            |                            |                            |                            |                            |                            |                            |                               |                               |                                 |                                 |                                 |                                 |                                 |                                 |                                    |                                    |                                    |                                    |                                    |                                    |                             |                             |                             |                             |                             |                             |                             |                             |                          |                          |                          |                          |                        |                        |                        |                        |  |  |                   |                   |                   |                   |                   |                   |  |  |  |  |
|                             |                             |                             |                             |                             |                             |  |  |                               |                               |                               |                               |                               |                               |                               |                               |                               |                               |                              |                              |                              |                              |                            |                            |                            |                            |                            |                            |                            |                            |                               |                               |                                 |                                 |                                 |                                 |                                 |                                 |                                    |                                    |                                    |                                    |                                    |                                    |                             |                             |                             |                             |                             |                             |                             |                             |                          |                          |                          |                          |                        |                        |                        |                        |  |  |                   |                   |                   |                   |                   |                   |  |  |  |  |
| Vörösmarty Béla (1844–1904) | Vörösmarty Béla (1844–1904) | Vörösmarty Béla (1844–1904) | Vörösmarty Béla (1844–1904) | Vörösmarty Béla (1844–1904) | Vörösmarty Béla (1844–1904) |  |  | Vörösmarty Mihály (1845–1848) | Vörösmarty Mihály (1845–1848) | Vörösmarty Mihály (1845–1848) | Vörösmarty Mihály (1845–1848) | Vörösmarty Mihály (1845–1848) | Vörösmarty Mihály (1845–1848) |                               |                               | Vörösmarty Ilona (1846–1910)  | Vörösmarty Ilona (1846–1910)  | Vörösmarty Ilona (1846–1910) | Vörösmarty Ilona (1846–1910) | Vörösmarty Ilona (1846–1910) | Vörösmarty Ilona (1846–1910) |                            |                            | Széll Kálmán (1843–1915)   | Széll Kálmán (1843–1915)   | Széll Kálmán (1843–1915)   | Széll Kálmán (1843–1915)   | Széll Kálmán (1843–1915)   | Széll Kálmán (1843–1915)   |                               |                               | Vörösmarty Erzsébet (1847–1879) | Vörösmarty Erzsébet (1847–1879) | Vörösmarty Erzsébet (1847–1879) | Vörösmarty Erzsébet (1847–1879) | Vörösmarty Erzsébet (1847–1879) | Vörösmarty Erzsébet (1847–1879) |                                    |                                    | Vörösmarty Irma (1848–1849)        | Vörösmarty Irma (1848–1849)        | Vörösmarty Irma (1848–1849)        | Vörösmarty Irma (1848–1849)        | Vörösmarty Irma (1848–1849) | Vörösmarty Irma (1848–1849) |                             |                             |                             |                             |                             |                             |                          |                          |                          |                          |                        |                        |                        |                        |  |  |                   |                   |                   |                   |                   |                   |  |  |  |  |
| Vörösmarty Béla (1844–1904) | Vörösmarty Béla (1844–1904) | Vörösmarty Béla (1844–1904) | Vörösmarty Béla (1844–1904) | Vörösmarty Béla (1844–1904) | Vörösmarty Béla (1844–1904) |  |  | Vörösmarty Mihály (1845–1848) | Vörösmarty Mihály (1845–1848) | Vörösmarty Mihály (1845–1848) | Vörösmarty Mihály (1845–1848) | Vörösmarty Mihály (1845–1848) | Vörösmarty Mihály (1845–1848) |                               |                               | Vörösmarty Ilona (1846–1910)  | Vörösmarty Ilona (1846–1910)  | Vörösmarty Ilona (1846–1910) | Vörösmarty Ilona (1846–1910) | Vörösmarty Ilona (1846–1910) | Vörösmarty Ilona (1846–1910) |                            |                            | Széll Kálmán (1843–1915)   | Széll Kálmán (1843–1915)   | Széll Kálmán (1843–1915)   | Széll Kálmán (1843–1915)   | Széll Kálmán (1843–1915)   | Széll Kálmán (1843–1915)   |                               |                               | Vörösmarty Erzsébet (1847–1879) | Vörösmarty Erzsébet (1847–1879) | Vörösmarty Erzsébet (1847–1879) | Vörösmarty Erzsébet (1847–1879) | Vörösmarty Erzsébet (1847–1879) | Vörösmarty Erzsébet (1847–1879) |                                    |                                    | Vörösmarty Irma (1848–1849)        | Vörösmarty Irma (1848–1849)        | Vörösmarty Irma (1848–1849)        | Vörösmarty Irma (1848–1849)        | Vörösmarty Irma (1848–1849) | Vörösmarty Irma (1848–1849) |                             |                             |                             |                             |                             |                             |                          |                          |                          |                          |                        |                        |                        |                        |  |  |                   |                   |                   |                   |                   |                   |  |  |  |  |
|                             |                             |                             |                             |                             |                             |  |  |                               |                               |                               |                               |                               |                               |                               |                               |                               |                               |                              |                              |                              |                              |                            |                            |                            |                            |                            |                            |                            |                            |                               |                               |                                 |                                 |                                 |                                 |                                 |                                 |                                    |                                    |                                    |                                    |                                    |                                    |                             |                             |                             |                             |                             |                             |                             |                             |                          |                          |                          |                          |                        |                        |                        |                        |  |  |                   |                   |                   |                   |                   |                   |  |  |  |  |
|                             |                             |                             |                             |                             |                             |  |  |                               |                               |                               |                               |                               |                               |                               |                               |                               |                               |                              |                              |                              |                              |                            |                            |                            |                            |                            |                            |                            |                            |                               |                               |                                 |                                 |                                 |                                 |                                 |                                 |                                    |                                    |                                    |                                    |                                    |                                    |                             |                             |                             |                             |                             |                             |                             |                             |                          |                          |                          |                          |                        |                        |                        |                        |  |  |                   |                   |                   |                   |                   |                   |  |  |  |  |
|                             |                             |                             |                             |                             |                             |  |  |                               |                               |                               |                               |                               |                               |                               |                               |                               |                               |                              |                              | Széll Ilona (1868–1945)      | Széll Ilona (1868–1945)      | Széll Ilona (1868–1945)    | Széll Ilona (1868–1945)    | Széll Ilona (1868–1945)    | Széll Ilona (1868–1945)    |                            |                            |                            |                            | Heckenast Gusztáv (1811–1878) | Heckenast Gusztáv (1811–1878) | Heckenast Gusztáv (1811–1878)   | Heckenast Gusztáv (1811–1878)   | Heckenast Gusztáv (1811–1878)   | Heckenast Gusztáv (1811–1878)   |                                 |                                 | Beniczkyné Bajza Lenke (1839–1905) | Beniczkyné Bajza Lenke (1839–1905) | Beniczkyné Bajza Lenke (1839–1905) | Beniczkyné Bajza Lenke (1839–1905) | Beniczkyné Bajza Lenke (1839–1905) | Beniczkyné Bajza Lenke (1839–1905) |                             |                             | Beniczky Ferenc (1833–1905) | Beniczky Ferenc (1833–1905) | Beniczky Ferenc (1833–1905) | Beniczky Ferenc (1833–1905) | Beniczky Ferenc (1833–1905) | Beniczky Ferenc (1833–1905) |                          |                          | Bajza Jenő (1840–1863)   | Bajza Jenő (1840–1863)   | Bajza Jenő (1840–1863) | Bajza Jenő (1840–1863) | Bajza Jenő (1840–1863) | Bajza Jenő (1840–1863) |  |  | Bajza Irén (1843) | Bajza Irén (1843) | Bajza Irén (1843) | Bajza Irén (1843) | Bajza Irén (1843) | Bajza Irén (1843) |  |  |  |  |
|                             |                             |                             |                             |                             |                             |  |  |                               |                               |                               |                               |                               |                               |                               |                               |                               |                               |                              |                              | Széll Ilona (1868–1945)      | Széll Ilona (1868–1945)      | Széll Ilona (1868–1945)    | Széll Ilona (1868–1945)    | Széll Ilona (1868–1945)    | Széll Ilona (1868–1945)    |                            |                            |                            |                            | Heckenast Gusztáv (1811–1878) | Heckenast Gusztáv (1811–1878) | Heckenast Gusztáv (1811–1878)   | Heckenast Gusztáv (1811–1878)   | Heckenast Gusztáv (1811–1878)   | Heckenast Gusztáv (1811–1878)   |                                 |                                 | Beniczkyné Bajza Lenke (1839–1905) | Beniczkyné Bajza Lenke (1839–1905) | Beniczkyné Bajza Lenke (1839–1905) | Beniczkyné Bajza Lenke (1839–1905) | Beniczkyné Bajza Lenke (1839–1905) | Beniczkyné Bajza Lenke (1839–1905) |                             |                             | Beniczky Ferenc (1833–1905) | Beniczky Ferenc (1833–1905) | Beniczky Ferenc (1833–1905) | Beniczky Ferenc (1833–1905) | Beniczky Ferenc (1833–1905) | Beniczky Ferenc (1833–1905) |                          |                          | Bajza Jenő (1840–1863)   | Bajza Jenő (1840–1863)   | Bajza Jenő (1840–1863) | Bajza Jenő (1840–1863) | Bajza Jenő (1840–1863) | Bajza Jenő (1840–1863) |  |  | Bajza Irén (1843) | Bajza Irén (1843) | Bajza Irén (1843) | Bajza Irén (1843) | Bajza Irén (1843) | Bajza Irén (1843) |  |  |  |  |

## Szakirodalom
- A magyar irodalom története III. Akadémiai Kiadó, Budapest, 1965
- Fenyő István: A centralisták. Egy liberális csoport a reformkori Magyarországon. Budapest, Argumentum Kiadó, 1997
- Bajza Kálmán: Az Athenaeum-per. Budapest, Argumentum Kiadó, 1997
- Hamza Gábor: Emlékezés Bajza Józsefre (1804-1858), a Magyar Tudományos Akadémia rendes tagjára. http://mta.hu/ix-osztaly/jubileumi-megemlekezesek-106146